# رادیو تهران (گروه موسیقی)
رادیو تهران از گروه‌های موسیقی راک ایرانی است که کار خود را با انتشار آلبوم رادیو تهران ۸۸ در سال ۱۳۸۸ آغاز کرد.

## آلبوم‌ها
- رادیو تهران ۸۸[۲]